# Сведберг, Никлас
Никлас Сведберг (швед. Niklas Svedberg; 4 сентября 1989, Соллентуна) — шведский хоккеист, вратарь.

## Карьера
29 мая 2012 года, «Бостон Брюинз» объявил о переходе голкипера Никласа Сведберга из шведского клуба «Брюнес ИФ». Сведберг дебютировал в АХЛ 19 октября 2012 года против Манчестер Монаркс. Также Никлас признавался лучшим голкипером сезона 2013/14 в АХЛ.
Сведберг дебютировал в НХЛ 2 января 2014 года в домашнем матче против «Нэшвилл Предаторз», проведя на площадке все 60 минут. Матч закончился победой "Мишек" со счетом 3:2.
10 мая 2015 года подписал однолетний контракт с клубом «Салават Юлаев» из КХЛ. 14 апреля 2016 года продлил контракт с уфимским клубом на два года.В сезоне 2015-2016 года КХЛ "Салават Юлаев" со Сведбергом  занял 3 место плей-офф КХЛ и забрал вместе с клубом бронзовые медали.
28 июня 2017 года покинул клуб «Салават Юлаев» по обоюдному согласию сторон.
1 июля 2017 года вратарь заключил двусторонний контракт с американским клубом «Миннесота Уайлд» сроком на один год. Зарплата  хоккеиста составит 700 тыс долларов на уровне НХЛ и 350 тыс долларов на уровне АХЛ.

## Шлем
Симпатия к "Крестному отцу" у Никласа оказалась такой большой, что каждый новый вратарский шлем не обходится без зловещего изображения главаря самой известной мафиозной семьи.
После перехода Никласа из Модо в Брюнэс, шлемы шведа стали гораздо красочней, не в последнюю роль благодаря черно-красно-жёлтым цветам его нового клуба. Первое появление Вито Корлеоне.
С такой могущественной духовной поддержкой на шлеме, Никлас творит чудеса в воротах.
В следующем году дизайн нового шлема Никласа немного изменился, появилось больше красно-желтых элементов фирменного стиля клуба, которые придают особый шарм.

## Интересные факты
- Никлас поклонник бессмертной криминальной киносаги об итальянской мафии - «Крестный отец». Что и отображает с завидной регулярностью на своих шлемах.